# 呂宋軟首鱈
呂宋軟首鱈（学名：Malacocephalus luzonensis）為輻鰭魚綱鱈形目鼠尾鱈科的其中一種，其种加词“luzonensis”意为“菲律宾吕宋岛的”。分布於中西太平洋菲律賓海域，屬深海底棲性魚類，深度可達315公尺，棲息在底中層水域，生活習性不明。